# Santa Dorotea (1775)
La Santa Dorotea fue una fragata construida en los astilleros de Ferrol en 1775 que, inicialmente, sirvió en la Armada española, participando bajo su pabellón en las Guerras revolucionarias francesas hasta que fue capturada por los británicos en las inmediaciones de Cartagena. Posteriormente, al servicio de la Royal Navy, con el nombre HMS Santa Dorothea pasó sus últimos años de vida útil combatiendo durante las Guerras napoleónicas hasta 1814. De acuerdo con el sistema de clasificación de la Royal Navy, quedaba categorizada como navío de quinta clase.

## Armada española
Bautizada como Santa Dorotea, fue construida en Ferrol en 1775. En 1798, fue asignada a un escuadrón de fragatas bajo el comodoro Felix O'Neil y partió de Cartagena en compañía de las fragatas Pomona, Proserpine y 
Santa Cazilda el 8 de julio. No obstante, el escuadrón llegó a toparse con una flota británica liderada por el capitán Manley Dixon, a bordo del HMS Lion. Tras una breve batalla naval, que sin embargo acabó con resultado de 20 muertos y 32 heridos, la fragata española acabó siendo desarbolada y capturada por los británicos.

## Royal Navy
Rebautizada como HMS Santa Dorothea, con cuyo nombre fue registrada en la Royal Navy el 25 de diciembre de 1798, fue puesta en servicio ese mes en el Mediterráneo bajo el mando del capitán Hugh Downman. El 28 de noviembre de 1799, en compañía de los navíos HMS Perseus, HMS Strombolo y HMS Bulldog, capturó el San León, un buque de 16 cañones cerca de Lisboa. Iniciado el siglo XIX, en 1800 la nave participó en el bloqueo británico que se hizo a la ciudad italiana de Savona. Continuó con algunas operaciones de evacuación por Nápoles y Sicilia, y en julio de 1800 se trasladó a Egipto para el desembarco de más tropas.
En 1802, el capitán Jahleel Brenton tomó el mando de la nave, llevándola a Inglaterra, a cuyo puerto de Portsmouth llegó el 30 de abril. No realizaría más operaciones y sería dado de baja en junio de 1814.